# Trälim
Trälim är en typ av lim som lämpar sig bra för limning av träprodukter. Trälim var tidigare animaliska, eller byggda på kasein men är numera oftast baserade på polyvinylacetat.